# Madonne-et-Lamerey
Madonne-et-Lamerey és un municipi francès, situat al departament dels Vosges i a la regió del Gran Est. L'any 2007 tenia 384 habitants.

## Demografia

### Població
El 2007 la població de fet de Madonne-et-Lamerey era de 384 persones. Hi havia 156 famílies, de les quals 56 eren unipersonals (28 homes vivint sols i 28 dones vivint soles), 24 parelles sense fills, 52 parelles amb fills i 24 famílies monoparentals amb fills.
La població ha evolucionat segons el següent gràfic:
Habitants censats

### Habitatges
El 2007 hi havia 180 habitatges, 162 eren l'habitatge principal de la família, 4 eren segones residències i 14 estaven desocupats. 140 eren cases i 40 eren apartaments. Dels 162 habitatges principals, 112 estaven ocupats pels seus propietaris, 46 estaven llogats i ocupats pels llogaters i 4 estaven cedits a títol gratuït; 3 tenien una cambra, 6 en tenien dues, 26 en tenien tres, 40 en tenien quatre i 87 en tenien cinc o més. 120 habitatges disposaven pel capbaix d'una plaça de pàrquing. A 79 habitatges hi havia un automòbil i a 62 n'hi havia dos o més.

### Piràmide de població
La piràmide de població per edats i sexe el 2009 era:
| Homes | Edats   | Dones |
| ----- | ------- | ----- |
| 0     | 95 o +  | 0     |
| 0     | 90 a 94 | 0     |
| 0     | 85 a 89 | 4     |
| 0     | 80 a 84 | 12    |
| 0     | 75 a 79 | 12    |
| 12    | 70 a 74 | 12    |
| 0     | 65 a 69 | 12    |
| 4     | 60 a 64 | 8     |
| 4     | 55 a 59 | 8     |
| 16    | 50 a 54 | 8     |
| 20    | 45 a 49 | 0     |
| 8     | 40 a 44 | 4     |
| 20    | 35 a 39 | 4     |
| 20    | 30 a 34 | 24    |
| 8     | 25 a 29 | 28    |
| 4     | 20 a 24 | 8     |
| 20    | 15 a 19 | 8     |
| 24    | 10 a 14 | 12    |
| 16    | 5 a 9   | 16    |
| 8     | 0 a 4   | 24    |

## Economia
El 2007 la població en edat de treballar era de 250 persones, 181 eren actives i 69 eren inactives. De les 181 persones actives 164 estaven ocupades (92 homes i 72 dones) i 17 estaven aturades (9 homes i 8 dones). De les 69 persones inactives 25 estaven jubilades, 27 estaven estudiant i 17 estaven classificades com a «altres inactius».

### Ingressos
El 2009 a Madonne-et-Lamerey hi havia 169 unitats fiscals que integraven 401,5 persones, la mediana anual d'ingressos fiscals per persona era de 17.526 €.

### Activitats econòmiques
Dels 22 establiments que hi havia el 2007, 1 era d'una empresa de fabricació d'altres productes industrials, 2 d'empreses de construcció, 8 d'empreses de comerç i reparació d'automòbils, 1 d'una empresa d'hostatgeria i restauració, 1 d'una empresa financera, 4 d'empreses immobiliàries, 1 d'una empresa de serveis, 3 d'entitats de l'administració pública i 1 d'una empresa classificada com a «altres activitats de serveis».
Dels 9 establiments de servei als particulars que hi havia el 2009, 4 eren tallers de reparació d'automòbils i de material agrícola, 1 autoescola, 2 guixaires pintors, 1 perruqueria i 1 restaurant.
L'únic establiment comercial que hi havia el 2009 era una botiga d'equipament de la llar.
L'any 2000 a Madonne-et-Lamerey hi havia 5 explotacions agrícoles.

## Equipaments sanitaris i escolars
El 2009 hi havia una escola elemental integrada dins d'un grup escolar amb les comunes properes formant una escola dispersa.

## Poblacions més properes
El següent diagrama mostra les poblacions més properes.